# Creep (película)
Creep es una película de terror de 2004 escrita y dirigida por Christopher Smith. La película sigue a una mujer encerrada en el metro de Londres durante la noche. Más tarde se encuentra siendo perseguida por un asesino horriblemente deforme que vive en las alcantarillas de abajo. La película se proyectó por primera vez en el festival de cine fantástico de Frankfurt en Alemania el 10 de agosto de 2004.

## Reparto
- Franka Potente como Kate
- Vas Blackwood como George
- Paul Rattray como Jimmy
- Jeremy Sheffield como Guy
- Kelly Scott como Mandy
- Ken Campbell como Arthur
- Sean Harris como Craig
- Joe Anderson como modelo masculino
- Morgan Jones como el vigilante nocturno

## Producción
La trama ha sido comparada con la película Death Line de 1972, también ambientada en el metro de Londres y protagonizada por un asesino caníbal. El director Smith, que no había visto Death Line, atribuye su inspiración a una escena de Un hombre lobo americano en Londres ambientada en el metro de Londres.

## Estreno
La película fue estrenada el 28 de enero de 2005 en el Reino Unido, y el 10 de marzo de 2005 en Alemania.

## Recepción
Creep recibió reseñas generalmente mixtas de parte de la crítica y de la audiencia. En el sitio web agregador de reseñas Rotten Tomatoes, la película posee una aprobación de 40%, basada en 15 reseñas, con una calificación de 4.3/10, mientras que de parte de la audiencia tiene una aprobación de 39%, basada en más de 25 000 votos, con una calificación de 2.9/5.
En el sitio IMDb los usuarios le asignaron una calificación de 5.6/10, sobre la base de más de más de 31 000 votos, mientras que en la página web FilmAffinity la película tiene una calificación de 4.4/10, basada en 7219 votos.